# Live Concert
Live Concert es el álbum en vivo de la carrera de Thomas Anders como solista después de su separación del dúo Modern Talking en 1987. 

## Créditos
- Executive Producer: Thomas Anders
- Recorded live at BRASSERIE FAUSTUS
- Drums: Meinhard "Obi" Jenne
- Sax: Claus Koch
- Bass: Roland Doringer
- Piano: Volker Dorsch
- Backing Vocals: Lilly Thornton

## Lista de canciones
1. "Paradise Café" (Barry Manilow; Bruce Sussman / Jack Feldman) — 4:58
2. "Can't Teach My Old Heart New Tricks" (Barry Manilow; Johnny Mercer) — 4:05
3. "Just Remember" (Barry Manilow; Johnny Mercer) — 3:40
4. "Fly Me To The Moon" (Bart Howard) — 3:28
5. "When October Goes"  (Barry Manilow; Johnny Mercer)  — 5:15
6. "How Do You Keep The Music Playing" (duo con Lilly Thornton) (Michel LeGrand; A. & M. Begmann) — 5:19
7. "Night And Day" (Cole Porter) — 6:09
8. "Beyond The Sea" (Charles Trenet; Jack Lawrence) — 5:07
9. "Moonlight in Vermont" (John Blackburn / Karl Suessdorf) — 4:31